# Лазар Војновић
Лазар Војновић (Сремска Митровица, 1783 — Београд, 1812) био је професор устаничке Велике школе и школски надзорник.

## Биографија
Рођен је 1783. године у Сремској Митровици, отац му је био капетан Петроварадинске граничарске регименте. Гимназију је завршио у Сремским Карловцима, ту му је једно време предавао Јован Савић (у Србији касније познат као Иван Југовић). За време школовања у Сремским Карловцима био је штићеник тада, 1798. године, тек основаног интерната „Благодејаније“ под покровитељством Стефана Стратимировића. После тога је школовање наставио у Пешти, где је завршио право и филозофију.
У Србију је дошао почетком 1807. године, после ослобођења Београда. Био је писар војводе рудничког Милана Обреновића (+1810). Милан Обреновић је у јесен 1810. отишао у Букурешт, где је био изасланик српског народа код главног команданта руске војске. Он је одатле упутио Лазара Војновића у Србију да пренесе поруку Карађорђу. Њихов сусрет био је у Лозници, а сусрет Лазара Војновића са Младеном Миловановићем, председником Совјета, био је у Београду.
Према тврдњи Вука Караџића у делу „Историјски списи“, Карађорђе је тада од Лазара потврдио сазнање добијено од попа Луке Лазаревића да устаничке војводе Миленко Стојковић, Петар Добрњац, Јаков Ненадовић и Милан Обреновић спремају заверу против њега, са намером да му ограниче власт, да уклоне Ивана Југовића, професора Велике школе и Младена Миловановића, председника Совјета. Лазар Војновић се потом вратио у Букурешт, где је Милан Обреновић изненада умро. Вук Караџић наводи да се у Србији тада причало да су Карађорђе и Миловановић поткупили Лазара Војновића да отрује Милана Обреновића.
Другачију слику о Лазару Војновићу пружа његов ученик Лазар Арсенијевић Баталака који одбацује исказ Вука Караџића као клевету и наводи за свог учитеља „био је у сваком смотренију, одличног карактера човек, а притом и науком изображен“.
Лазар Војновић се укључио у рад Велике школе у другом делу школске 1810/11. године као професор првог разреда. Касније, је реализовао наставу и у другом разреду, када је Миљко Радонић премештен за попечитеља. Добро је познавао латински и немачки језик, предавао је државно право, народно право и судски поступак. Лазар Арсенијевић Баталака наводи да је био „свагда озбиљан и врло у свему умерен, здрав и снажан човек, велики пријатељ двојице других професора Велике школе, Миљка Радонића и Ивана Југовића“.
Имао је улогу у развоју школства у тадашњој Србији као школски надзорник, 1811. године је тако слао писма неким учитељима из Аустрије да дођу у Србију.
Умро је у пролеће 1812. и ожаљен од својих ученика, посмртни говор одржао је Лазар Арсенијевић Баталака.

## Занимљивости
У Инђији постоји улица Лазара Војновића.